# Semirosalina
Semirosalina es un género de foraminífero bentónico de la familia Rosalinidae, de la superfamilia Discorboidea, del suborden Rotaliina y del orden Rotaliida. Su especie tipo es Semirosalina inflata. Su rango cronoestratigráfico abarca el Mioceno inferior.

## Clasificación
Semirosalina incluye a las siguientes especies:
- Semirosalina deflata †
- Semirosalina inflata †